# Roddy Nilsson
Roddy Nilsson, född 1957, är en svensk forskare och författare. Han är sedan 2014 professor i historia vid Göteborgs universitet. Han disputerade 1999 på avhandlingen En välbyggd maskin, en mardröm för själen: det svenska fängelsesystemet under 1800-talet.